# Aua

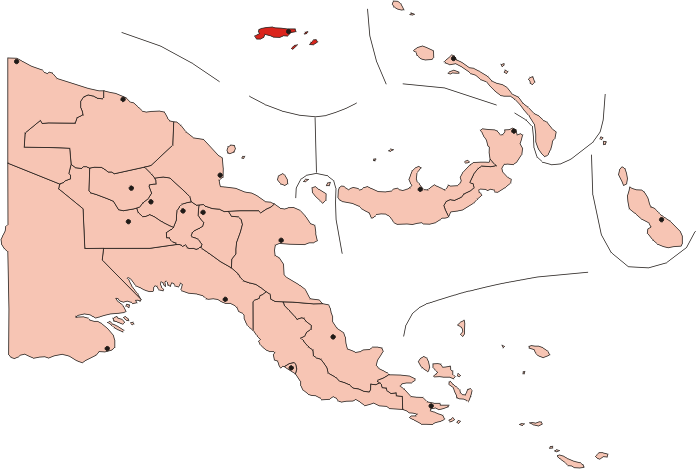
lägeskarta

Aua (tidigare Durour Island och Hunt Island) är en ö i Bismarckarkipelagen som tillhör Papua Nya Guinea i västra Stilla havet.

## Geografi
Aua utgör en del av Manusprovinsen och ligger cirka 900 km nordväst om Port Moresby och ca 425 km väster om huvudön Manus bland de Västra Öarna i Bismarckarkipelagen. Dess geografiska koordinater är 1°27′ S och 143°40′ Ö.
Ön är en korallö och har en area om ca 7 km². Den högsta höjden är på endast några m ö.h.
Aua har en liten flygplats (flygplatskod "AUI") för lokalt flyg.

## Historia
Ön har troligen bebotts av melanesier sedan cirka 1500 f.Kr. Den upptäcktes tillsammans med Wuvulu den 19 augusti 1545 av spanske kaptenen Yñigo Ortiz de Retez på fartyget "San Juan" kort efter upptäckten av "Nueva Guinea" (Nya Guinea). Han namngav då Aua och Wuvulu "Islas de Hombres blancos" utifrån befolkningens ljusa hudfärg.
Brittiske kapten Philip Carteret återupptäckte öarna i september 1767
Området hamnade 1885 under tysk överhöghet och införlivades 1899 i området Tyska Nya Guinea och förvaltades av handelsbolaget Neuguinea-Compagnie.
Under första världskriget erövrades området 1914 av Australien som senare även fick officiellt förvaltningsmandat för hela Bismarckarkipelagen av Förenta Nationerna.
1942 till 1944 ockuperades ön av Japan men återgick 1949 till australiskt förvaltningsmandat tills Papua Nya Guinea blev självständigt 1975.